# Berlé
Berlé (en luxemburguès: Barel; en alemany: Barel) és una vila de la comuna de Winseler, situada al districte de Diekirch del cantó de Wiltz. Està a uns 43 km de distància de la ciutat de Luxemburg.